# Leptogaster vitripennis
Leptogaster vitripennis är en tvåvingeart som beskrevs av Ignaz Rudolph Schiner 1867. Leptogaster vitripennis ingår i släktet Leptogaster och familjen rovflugor. Inga underarter finns listade i Catalogue of Life.